# Goats
Goats è un film del 2012 diretto da Christopher Neil.

## Trama
Il quattordicenne Ellis si prepara ad incominciare una nuova vita e si vede affrontare da solo nuove situazioni tra cui quella del College dove il ragazzo lascerà Tucson, la sua città natale in Arizona, e la sua famiglia. Ellis frequenterà il college in Pennsylvania e lascerà sia sua madre sia colui che l'ha cresciuto, Goat Man. L'uomo, per il ragazzo, rappresenta una sorta di padre, un punto fondamentale della sua vita; successivamente, l'impatto con la nuova scuola metterà Ellis in difficoltà con Goat e quando ritornerà a casa lo aspetterà una lunga discussione in merito al loro rapporto.